# フィッツウィリアム・カレッジ
フィッツウィリアム・カレッジ (英: Fitzwilliam College) は、イングランドにあるケンブリッジ大学を構成するカレッジの一つ。経済学、生化学、生理学、医学などのノーベル賞受賞者の著名な研究者や、イギリスを含む様々な国の政治家、裁判官、弁護士、実業家を多数輩出しているカレッジとして知られる。現在のフィッツウィリアム・カレッジは、イギリスの自然科学者であったチャールズ・ダーウィンの妻のエマ・ダーウィンが晩年に過ごした別邸ザ・グローブ (The Grove) をシンボルに形成されている。

## 歴史
フィッツウィリアム・カレッジは、ケンブリッジ大学の31のカレッジの中で唯一の大学発のカレッジで、特待生（奨学生）を受け入れる非カレッジ制の学生寮の一つとして1869年にケンブリッジの中心街のTrumpington Streetにあるフィッツウィリアム美術館の真向かえに設立された。当時はケンブリッジ大学本部の一部として運営されており、フィッツウィリアム・ハウスと呼ばれていた。学生寮時代の初代学長はトリニティ・カレッジ (ケンブリッジ大学)のフェローだったラルフ・サマーセットが就任した。1963年にはケンブリッジの北西部のStorey's Wayにカレッジの本部を移し、1966年に現在のフィッツウィリアム・カレッジとして正式に設立された。Trumpington Streetにあったフィッツウィリアム・ハウスは現在はケンブリッジ大学のアドミッション事務局本部として機能している。（アドミッション事務局本部のビル名は、今もフィッツウィリアム・ハウスと呼ばれている）このような経緯があるため、フィッツウィリアム・カレッジの紋章は、ケンブリッジ大学の紋章とフィッツウィリアム伯爵の紋章を組み合わせたものとなっている。フィッツウィリアム一族の紋章の使用における承認は、第7代目フィッツウィリアム伯爵より受けたとされる。さらに、もともとフィッツウィリアム・カレッジは大学の一部だったことから、ケンブリッジ大学の31のカレッジの中で、ケンブリッジ大学の紋章そのものをカレッジの紋章に取り入れているのはフィッツウィリアム・カレッジだけである。

## ノーベル賞受賞者
- セント＝ジェルジ・アルベルト：アメリカの生理学者・ノーベル生理学医学賞受賞者
- エルンスト・ボリス・チェーン：イギリスの生化学者・ノーベル生理学・医学賞受賞者
- アンガス・ディートン：アメリカ・イギリス国籍の経済学者ノーベル経済学賞受賞者
- セーサル・ミルスタイン：イギリスの生化学者・ノーベル生理学・医学賞受賞者
- チャールズ・シェリントン：イギリスの生理学者・ノーベル生理学医学賞受賞者
- ジョセフ・E・スティグリッツ：アメリカの経済学者・ノーベル経済学賞受賞者

## 著名な卒業生
- ソフィア (スペイン王妃)：スペインの前国王フアン・カルロス1世の王妃、現国王フェリペ6世の母
- シャミル・シハビ：元国連総会議長
- デービッド・リーキー：元欧州連合軍事参謀部局長
- ノーマン・ラモント：イギリスの保守党の政治家・元財務大臣
- ノーマン・セイントジョンスティーバス：イギリスの保守党の政治家・法廷弁護士
- ジョン・グレン：イギリスの保守党の政治家
- デービッド・ウィルシャー：イギリスの保守党の政治家
- ヴィンス・ケーブル：イギリスの政治家で元自由民主党副代表
- ブライアン・パディック：イギリスの自由民主党の政治家
- ジュリア・ゴールドスワーシー：イギリスの自由民主党の政治家
- ジェームズ・ナイト：イギリスの労働党の政治家
- アンディー・バーナム：イギリスの労働党の政治家
- マイク・ゲープス：イギリスの労働党の政治家
- バーナード・ホーガン-ハウ：ロンドン警視庁警視総監
- ケン・オリサ：イギリスの実業家、グレーター・ロンドンの統監
- ルイ・ブロムクーパー：イギリスの私法・行政法弁護士
- クリスティアン・パースロー：イギリスの実業家、MidOcean Partners社創業者
- ディネッシュ・ダーミジャ：イギリスの実業家、Ebookers社の創業者
- アンドリュー・ゴーワー：イギリスの実業家、Jagex社の創業者
- リー・クアンユー：シンガポールの政治家・初代首相
- シャンカルダヤール・シャルマー：インドの第９代目大統領
- スバス・チャンドラ・ボース：インドの独立運動家・インド国民会議派議長、自由インド仮政府国家主席兼インド国民軍最高司令官
- ジョセフ・バプティスタ：インドの政治家・元ムンバイ市長
- ナジール・アスマル・ザヒード：パキスタンの最高裁判所裁判官・シンド州高等裁判所裁判長
- デニス・バイロン：カリブ司法裁判所代表
- アンドリュー・リー：香港終審法院の裁判官
- オーガスタス・モラーデ・アキウィミ：ガーナの裁判官
- G・G・ポンナンバラム：スリランカの弁護士、政治家、全セイロン・タミル会議の創設者
- ハンフリー・バートン：イギリスのテレビ・映画監督、エミー賞受賞者
- シャーロット・ハドソン：イギリスの女優
- ウォルフォード・デイヴィス：イギリスの作曲家
- ニック・ドレイク：イギリスのシンガーソングライター
- モンコンブ・スワミナサン：インドの農学者
- デイヴィッド・アサートン：イギリスの指揮者
- デービッド・スターキー：イギリスの歴史学者
- ポール・メラーズ：イギリスの考古学者
- ジョン・ヘドリー・ブルック：イギリスの科学史学者

## 著名な日本関連の卒業生・所属研究員
- 城戸毅：東京大学名誉教授（西洋史）
- マーティン・コルカット：プリンセトン大学名誉教授（日本文化史）
- 堤林剣：慶應義塾大学教授（近代政治思想史）
- 薮下信：京都大学名誉教授（応用数学・宇宙科学）